# Jan Schrijen
Jan Jozef Schrijen (Sittard, 21 december 1952) is een Nederlands bioloog, politicus en bestuurder.

## Opleiding
Schrijen ging van 1965 tot 1971 naar het gymnasium-β aan het Katholiek Gymnasium Rolduc. Van 1971 tot 1977 studeerde hij biologie aan de Katholieke Universiteit Nijmegen. Van 1977 tot 1981 was hij wetenschappelijk medewerker bij de Katholieke Universiteit Nijmegen. Hij promoveerde op 20 november 1981 op zijn proefschrift Structure and mechanism of gastric (K+ +H+)-ATPase tot doctor in de wiskunde en natuurwetenschappen op een biochemisch onderwerp. Zijn promotores waren prof.dr. J.J.H.H.M. de Pont en prof.dr. S.L. Bonting.

## Onderwijsloopbaan
Schrijen was van 1981 tot 1984 beleidsmedewerker wetenschapsbeleid bij de Rijksuniversiteit Limburg. Van 1984 tot 1988 was hij beleidsmedewerker onderzoek en plaatsvervangend directeur van de faculteit Economische Wetenschappen bij de Rijksuniversiteit Limburg. Van 1988 tot 1990 was hij hoofd studentenzaken bij de Rijksuniversiteit Limburg. Van 1990 tot 1995 was hij algemeen directeur van de faculteit Tolk-Vertaler bij de Hogeschool Maastricht.

## Politieke loopbaan
Schrijen was van 1986 tot 1995 lid van de gemeenteraad en van 1986 tot 1990 wethouder van de gemeente Beek. Van 1991 tot 1998 was hij lid van de Provinciale Staten en van 1995 tot 1998 lid van de Gedeputeerde Staten van de provincie Limburg. Van 1 april 1998 tot 1 april 2005 was hij burgemeester van de gemeente Venlo. Van 1 april 2005 tot 1 januari 2017 was hij dijkgraaf van het waterschap Roer en Overmaas. Op 1 januari 2017 fuseerden de waterschappen Roer en Overmaas en Peel en Maasvallei tot het Waterschap Limburg. Bij zijn afscheid op 22 december 2016 werd hij bevorderd van Lid in de Orde van Oranje-Nassau tot Officier in de Orde van Oranje-Nassau.
Schrijen maakte in januari 2017 bekend dat hij in 2016 zijn VVD-lidmaatschap had opgezegd. Van 1 maart 2017 tot 1 maart 2018 was hij waarnemend burgemeester van de gemeente Valkenburg aan de Geul. Vanaf 1 maart 2018 was hij burgemeester van deze gemeente. Hij stopte per 1 maart 2021 als burgemeester van Valkenburg aan de Geul. Op 5 februari 2021 werd Daan Prevoo voorgedragen als burgemeester van Valkenburg aan de Geul. Per 1 maart 2021 werd hem eervol ontslag verleend en per die datum werd hij opnieuw benoemd tot waarnemend burgemeester totdat Prevoo op 6 april 2021 burgemeester van Valkenburg aan de Geul werd. Hij werd met ingang van 25 mei 2021 benoemd tot waarnemend burgemeester van Landgraaf. Op 23 november van dat jaar werd Richard de Boer burgemeester van Landgraaf.

## Nevenfuncties
Schrijen is sinds 1 januari 2008 kamerheer van de Koning(in) in Limburg, sinds 2020 lid van de Raad van Advies van Stichting Het Limburgs Landschap en sinds 2021 lid van de Raad van Advies van het Sociaal Historisch Centrum voor Limburg. Na de Provinciale Statenverkiezingen van 2023 werd Schrijen door de BoerBurgerBeweging (BBB) gevraagd om te verkennen voor een coalitie in de provincie Limburg. Schrijen adviseerde om een coalitie te vormen van BBB, VVD, CDA, PvdA en SP.

## Schandalen
Schrijen was in juni 2018 als voorzitter van de Raad van Toezicht van de Stichting Limburgs Voortgezet Onderwijs hiërarchisch verantwoordelijk voor administratiefouten waarbij 354 examens van vmbo-leerlingen ongeldig werden verklaard. Het was al sinds 2016 bekend dat er grote niet onderkende problemen bestonden bij de Stichting Limburgs Voortgezet Onderwijs tijdens het toezicht van Schrijen als voorzitter. Zowel de inspectie als de Raad van toezicht hebben ondanks meldingen in 2016 niet opgetreden.

## Persoonlijk
Schrijen is getrouwd, heeft twee kinderen en is rooms-katholiek.
- International Standard Name Identifier: 0000 0003 8706 1190
- Nederlandse Thesaurus van Auteursnamen: 068523742
- Virtual International Authority File: 279876902
- WorldCat: E39PBJpdRVpbYYK8dVyjCBHXBP